# 鹿子木康
鹿子木 康（かのこぎ やすし、1961年3月22日 - ）は、日本の裁判官。熊本県出身。東京大学法学部卒業。東京高等裁判所第4民事部総括判事。

## 経歴
- 1984年 - 司法修習生
- 1986年4月11日 - 東京地方裁判所判事補
- 1990年2月1日 - 最高裁判所総務局付
- 1990年6月1日 - 通産省産業政策局産業資金課調整班長
- 1992年6月1日 - 仙台地方裁判所判事補
- 1995年4月1日 - 同地家裁大河原支部長兼任
- 1996年4月1日 - 東京地方裁判所判事
- 1997年9月1日 - 最高裁判所事務総局総務局制度調査室長
- 2000年4月1日 - 同 第二課、第三課
- 2001年8月1日 - 同 第一課、広報課付
- 2003年8月11日 - 東京地方裁判所判事
- 2008年4月1日 - 東京地方裁判所第20民事部総括判事
- 2014年8月1日 - 千葉地方裁判所第4民事部総括判事（破産再生執行保全部）
- 2015年6月8日 - 千葉地方裁判所第5民事部総括判事
- 2017年1月1日 - 横浜地方裁判所第3民事部総括判事（破産再生執行保全部）
- 2018年10月26日 - 福島地方裁判所長
- 2020年10月26日 - 東京高等裁判所第４民事部総括判事

## 主な裁判
- ニッポン放送 v. ライブドア
2005年3月11日、東京地方裁判所にて、フジテレビへのニッポン放送新株予約権発行を不公正な株式発行としてライブドアが求めた差止めの仮処分を認めた。
- スティール・パートナーズ v. ブルドックソース
2007年6月28日、東京地方裁判所にて、ブルドックソースが株主総会において導入を決めた新株予約権を利用した買収防衛策について、著しく不公正とはいえないとして、スティール・パートナーズが求めた発行差止め仮処分を却下した。
- ニレコ事件

| スタブアイコン | サブスタブ | この項目は、まだ閲覧者の調べものの参照としては役立たない、人物に関連した書きかけの項目です。この項目を加筆・訂正などしてくださる協力者を求めています（P:人物伝/PJ:人物伝）。 |